# R 7 (sommergibile Italia)
L'R 7 è stato un sommergibile della Regia Marina.

## Storia
Facente parte della classe R, alla proclamazione dell'armistizio era ancora in costruzione.
Catturato dai tedeschi, fu ribattezzato U. IT. 4. Dato che la Kriegsmarine abbisognava di grossi sommergibili da trasporto, la costruzione proseguì, ma molto a rilento per via della carenza di materiali.
Entro meno di due mesi dalla cattura, comunque, fu possibile vararlo.
Il 25 maggio 1944, mentre si trovava ormeggiato nei cantieri di Monfalcone per l'ultimazione e la messa a punto, fu colpito da una bomba nel corso di un forte bombardamento aereo alleato, riportando gravi danni.
Il 1º maggio 1945 fu autoaffondato dalle truppe tedesche prima della resa ed affondò su bassi fondali.
Il relitto, recuperato nel 1946, fu smantellato.